# 新日本文学会
新日本文学会（しんにほんぶんがくかい）は、1945年から2005年まで存続した、日本の文学者の職能団体である。

## 概史

### 発足
1945年、日本の敗北による終戦により、戦時中言論の弾圧を受けていた旧プロレタリア文学運動に関わっていた作家を中心にして、新しい日本の文学のありかたを模索する動きが起きた。その中で、文学運動団体の必要性が共通認識となり、蔵原惟人、中野重治、宮本百合子たちを中心にして、新しい文学団体への加入の呼びかけがなされた。それをうけて、1945年12月、「新日本文学会」の創立大会が開かれる。ただし、このときの発起人が〈侵略戦争に加担しなかった〉文学者という定義づけのもとに人選されたため、1950年代後半の戦争責任追及のなかで、発起人の何人かは戦時中の動向を批判された。
発足の当初は、志賀直哉や野上弥生子らも賛助会員として名前を連ねるなど、多くの日本の文学者と広いつながりがあったが、天皇に対する態度などをめぐって、志賀直哉と中野重治とのあいだに意見対立が生じて、その結果志賀は賛助会員をやめるという事件もあり、広範な文学者を集める組織としては定着しなかった。
会は雑誌『新日本文学』を発行。創刊号に掲載された宮本百合子の「歌声よ、おこれ」は戦時中の逼塞した文学に対して、新しい民主主義文学の創造を呼びかけた。それにこたえて、また戦後の労働運動の高揚もあり、戦前の学生運動を経験した野間宏や、労働者出身の小沢清などの新しい書き手が、会に結集してきた。また、雑誌『近代文学』に拠っていた評論家たちからも、平野謙や本多秋五、小田切秀雄らが会に参加した。

### 路線対立
1950年、新日本文学会は日本共産党が政治路線を巡って分裂した「五〇年問題」の影響を受け、徳永直たちが雑誌『人民文学』を創刊。野間宏や安部公房たちもそれに加わった。『人民文学』自体はまもなく廃刊し、参加者たちも程なく新日本文学会に戻ったが、この間の経過で当時の共産党所感派（徳田球一派）の介入があったために、その後の新日本文学会の中には、日本共産党の影響力を排除しようとする流れが常に生じて、その後の会の運営に大きな影響を与えた。
その中で、会の中で生じた意見の相違を共産党の介入と結びつける会員が増える傾向が現れた。たとえば、1954年の放漫財政から発した『新日本文学』の花田清輝編集長の解任を、当時会の組織・財政の中心にいた大西巨人と、1951年に死去した宮本百合子の夫で自らも文芸評論家である共産党国際派の宮本顕治との同誌上の論争とからめて、「会に対する党の介入」と解釈する見解が生まれた。このような解釈は次第に会の多数を占め、新日本文学会と共産党の対立が激しくなっていった。
1960年の安保闘争や1961年の共産党新綱領に関しても、新日本文学会の多数派と、書記長の宮本顕治が指導する共産党との意見の相違は明確になった。

### 共産党との断絶
1964年の新日本文学会第11回大会を前に、同会と共産党との断絶は決定的になった。当時の政治的焦点であった部分核停条約に対し、事務局長であった武井昭夫はこの条約の批准賛成を大会への幹事会報告として、事前に草案を発表した。また、栗原幸夫は『新日本文学』誌上で武井に同調し、この条約に反対する共産党主流派との対決を呼びかけた。一方、共産党にとっても、この問題は批准賛成に回った志賀義雄らの党除名（後に日本共産党（日本のこえ）へ）につながったほどの、党の統一性に関する重大な問題であり、妥協はあり得なかった。
その結果、新日本文学会は大会の場で幹事会報告への対案を提出しようとした江口渙、霜多正次、西野辰吉と、大会後に方針への批判を公にした津田孝を除籍し、共産党との関係を断つこととした。この結果、新日本文学会は、共産党を批判する立場の団体として活動することになった。排除された人たちは、翌1965年に日本民主主義文学同盟を結成し、民主主義文学の継承を称した。

### 衰退と解散
共産党との関係を断った後の新日本文学会は、国民文化会議などの各地の社会運動や文化運動との連携を図ったり、アジア・アフリカ作家会議などの国際的な活動をつづけたが、武井昭夫や大西巨人らが退会するなどして、徐々に組織の弱体化が進んだ。雑誌『新日本文学』も、月刊の維持が困難になり、隔月刊を余儀なくされた時期もあった。会員構成の高齢化は会の存続基盤を奪い、発表作品の質の低下も指摘されてきた。結局、2005年限りで新日本文学会は解散した。解散時の議長は針生一郎。

## 文学学校
- 1953年、日本文学学校を新日本文学会館に開校。1954年、針生一郎が教務主任となり、詩人の菅原克己、中正敏らも講師を務めた。2003年6月、新日本文学会の解散が決まると、同年10月から、完全に独立させ、「文藝学校」と校名を変更。出身者にねじめ正一、伊藤比呂美、盛田隆二、河林満、樋口有介、辻内智貴がいる。
- 1954年、日本文学学校にならって大阪文学学校が設立される。新日本文学会の会員も講師として参加した。1973年に社団法人大阪文学協会の運営となり、完全に独立した。
- 1975年、横浜文学学校を開校。1985年、廃校となり、その後、受講生の自主講座横浜文学学校として続けられている。
- 他に埼玉文学学校も開校し、現在は野川義秋が運営。